# Etheostoma cragini
Etheostoma cragini är en fiskart som beskrevs av Gilbert, 1885. Etheostoma cragini ingår i släktet Etheostoma och familjen abborrfiskar. IUCN kategoriserar arten globalt som nära hotad. Inga underarter finns listade i Catalogue of Life.